# 鶏のから揚げ

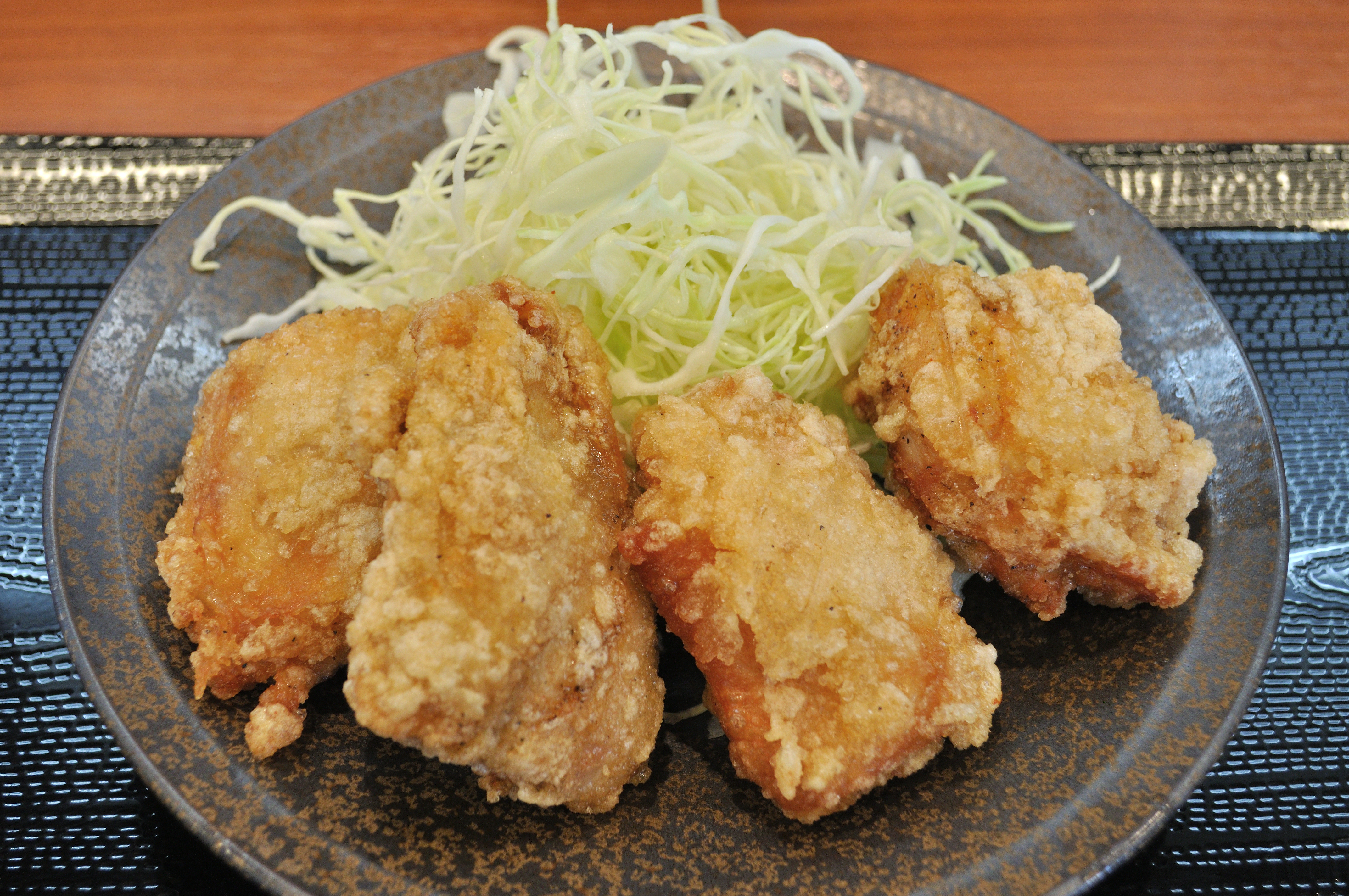
鶏のから揚げ

鶏のから揚げ（とりのからあげ）は、鶏肉を用いたから揚げである。鶏の唐揚げ、鶏の空揚げ、とりのから揚げ、とりのからあげなどとも表記される。また、鶏のから揚げのことを指して単にから揚げ（からあげ、唐揚げ、空揚げ）と呼ぶ場合もある。地域によってはザンギと呼ぶこともある。

## 概要
から揚げは、中国から伝来した調理法で、食材に小麦粉・片栗粉を薄くまぶすか、または何も付けずに揚げた料理のことである。食材には魚介類も含めて様々なものが使われるが、その中でも鶏肉を使ったから揚げは日本独自のもので、弁当、おかず、おつまみ、定食屋のメニューなど、様々な場で食べられる人気料理となっている。
日本では単にから揚げといえば通常は鶏のから揚げを指すが、NHKの番組によれば、その理由は鶏肉がから揚げに適した3つの性質を併せ持っているからだという。その性質とは、豚肉や牛肉と比べた場合、鶏肉はコラーゲンの量が少ないため、高温で加熱しても食感が柔らかいままであること、水分量が多いため、油で揚げて肉の中に閉じ込められた水分がジューシーに仕上がること、低温でも溶けやすい脂であるため、冷めても美味しいことの3つであり、NHKはこれらを併せ持つ鶏肉を「奇跡の肉」と呼んでいる。

## 歴史
から揚げ全般の歴史についてはから揚げ#歴史を参照。
鶏のから揚げは1932年（昭和7年）ころ、東京の食堂・三笠が初めて外食メニューに採用した。当時、三笠は銀座一丁目に鶏料理専門の支店を構えていたが、営業不振でこの支店は赤字となり、料理長が苦肉の策として考案したのが「若鶏の唐揚げ」であった。
第二次世界大戦後、日本政府の政策によって多くの養鶏場が作られ、美味しい鶏肉の食べ方が試行錯誤される中で鶏のから揚げが広まっていった。特に、大分県中津市には、多くの養鶏場があり、60店以上のから揚げ専門店が並ぶ「鶏のから揚げの聖地」として知られており、中津市の鶏のから揚げは、「中津からあげ」というブランドとして販売されている。また、中津市と同様に多くの養鶏場があった大分県宇佐市には、日本で初めての鶏のから揚げ専門店である「来々軒」があり、「唐揚げ専門店発祥の地」として知られている。

## 調理
標準的な調理方法は、食べやすく切った鶏のもも肉に、ショウガ汁、すりおろしたニンニク、しょうゆ、酒などで下味をつけて揉み、しばらく置いて味をなじませた後、片栗粉か小麦粉を表面にまぶして油で揚げるというものである。